# Bernard Spanheimski
Bernard Spanheimski ali Bernard Koroški, najpomembnejši vladar  iz rodbine Spanheimov, koroški vojvoda, * med 1176 in 1181, † po starejših zgodovinarjih 4. januar 1256, po sodobnejših na začetku januarja 1256.

## Življenje
Bernard se je med letoma  1176 in 1181 rodil vojvodi Hermanu in njegovi ženi Agnezi Babenberški. Mati je bila pred poroko z očetom nekdanja ogrska kraljica, vdova po Štefanu III. Bernard je imel starejšega brata Ulrika II., ki pa je že kmalu umrl. Kakor njegov oče in njegov brat je bil svojčas tudi njegov stric Herman koroški vojvoda, stric Ulrik pa je gospodoval v Ljubljani.  
V mladosti je Bernard mnogo potoval in si pridobil dobro izobrazbo. Vojvoda je postal leta 1202. Leta 1213 se je poročil z Juto oziroma Judito iz kraljeve hiše na Češkem, hčerjo Otokarja I. Přemysla in sestro češkega kralja Vaclava I. tako, da so bili Spanheimi povezani s Přemyslidi, tedaj eno najmočnejših evropskih plemiških rodbin. V zakonu z Judito so se mu rodili Ulrik III., ki je postal koroški vojvoda († 1269), Filip, salzburški nadškof in kasneje nekaj časa tudi naslovni koroški vojvoda (†1279), Bernard, ki je postal grof v grofiji Lebenau (†1249), in hči Margareta († 1249).  Češka žena mu je umrla že leta 1230, stara komaj 28 let. Sam pa je umrl na prelomu med letoma 1255 in 1256, pri čemer točen datum ni znan. Starejše zgodovinopisje  sicer kot datum smrti omenja  4. januar 1256.

## Dosežki

### Politični dosežki
Čeprav vse njegove poteze verjetno niso bile najbolj uspešne, Bernard velja za najslavnejšega Spanheima - vojvodsko oblast je imel v svojih rokah za več kot pol stoletja (1202-1256). Starejši brat Ulrik II. je bil namreč še zelo mlad, ko je leta 1181 postal vojvoda, komaj odrasel pa je v križarski vojni zbolel za gobavostjo in zaradi te bolezni umrl. Ulrik ni imel svojih potomcev, namesto njega je zavladal mlajši brat Bernard. Ta je ob bolehnem bratu že od leta 1199 opravljal funkcijo regenta.  Novica o bratovi smrti ga je dosegla, ko je kot potujoči vitez gostoval v Strasbourgu in po nagli vrnitvi domov je takoj prevzel oblast. Bernard se je pri svojem političnem udejstvovanju opiral na plemiške pristaše: načeloval je plemstvu in uspel se je uveljaviti kot vrhovni razsodnik v različnih zadevah koroškega plemstva in cerkve, obenem pa se je s krepitvijo deželnoknežjega položaja krepil tudi položaj njegovih ministerialov.
Zunanje politične okoliščine so bile novemu vojvodi naklonjene, imel je precej sreče. V sporu med Staufovci in Welfi je sprva podpiral Filipa Švabskega, potem, ko je bil slednji v letu 1208 umorjen, pa se je povezal z Otonom IV. Brunsviškim, pripadnikom hiše Welfov in se v letih 1209/10 udeležil njegovega kronanja v Rimu. Zato mu je Oton podelil oblast nad Veronsko krajino, vendar Bernard v praksi v krajini ni uspel uveljaviti nobene oblasti. Ker se Oton zaradi papeževa nasprotovanja ni mogel obdržati, ga je Bernard zapustil. Leta 1212 se je ponovno povezal s Staufovci, tokrat s Friderikom II., ki je leta 1220 za tri desetletja postal svetorimski cesar. Bernard je postal Friderikov zvesti podpornik. Po svojem bratrancu je vojvoda dedoval je oblast v grofiji Lebenau, leta 1230 je bil eden od posrednikov v sporu med cesarjem in papežem, leta 1231/32 pa med cesarjem in njegovim sinom, nemškim kraljem Henrikom IV. Leta 1237 je na volitvah za novega nemškega kralja podprl Staufovca Konrada IV.  Leta 1240 se je vojvoda soočil z veliko nevarnostjo, da bo prišlo do vpada Mongolov. Mongoli v tem času že opustošili Poljsko in celotno Ogrsko, vključno s Hrvaško, zato je vojvoda skupaj z avstrijskim vojvodom že iskal pomoč pri papežu Gregorju IX., ki je leta 1240 razglasil križarsko vojno proti Mongolom. istega leta se je res zbrala križarska vojska, ki so jo vodili češki vladar Otokar, avstrijski vojvoda, oglejski patriarh ter salzburški nadškof.  Toda še preden je prišlo do večjih spopadov, so Mongoli zaradi nenadne smrti kana Ögedeja opustili načrte za napad in se vrnili nazaj na vzhod.
Spanheimi so imeli močno podporo Staufovcev, po letu 1245 pa se je Bernard lahko oprl na vse bolj močne sorodnike Přemyslide. Bernardova sinova Filip in Ulrik  sta svojo mladost preživela na češkem dvoru in sta v tamkajšnji deželi prevzela tudi politične funkcije: Filipa je kralj Vaclav I. postavil za češkega kanclerja, Ulrika pa imenoval za delnega moravskega kneza Břeclavskega. Filip je leta 1246 dosegel položaj salzburškega nadškofa, čeprav ni nikoli prejel višjih duhovniških redov, Ulrik pa se je leta 1251 poročil z Agnezo Meransko in si tako krepil svoj položaj na Kranjskem. Ker staufovski cesar ni izpolnil Bernardovih pričakovanj glede širjenja vpliva Spanheimov na Štajerskem, se je Bernard namreč odvrnil od Staufovcev in pričel podpirati papeško stranko, kar je omogočilo tudi zbliževanje med Andeškimi in Spanheimi. 
Po neuspelem poskusu proti nekaterim teritorialnim gospodom na Koroškem, še zlasti po neuspehu v boju z bamberškim škofom za Beljak okrog 1227, je Bernard svojo politiko vse bolj usmerjal v Kranjsko. Lahko rečemo, da si je med dotedanjimi koroškimi vojvodi zlasti Bernard zelo prizadeval, da bi povečal moč lastnega rodu in oblast ne samo na Koroškem, ampak  tudi na Kranjskem. Po smrti Henrika Andeškega je leta 1228 od krškega škofa dobil v fevd grad Lebek pri Vačah. in posestva na Dolenjskem, kjer so se Spanheimi morda že od srede 12. stoletja širili na račun Hrvatov.. Leta 1232 pa mu je freisinški škof dal fevde v Marki (kasneje del Kranjske) Bernard je v nameri, da bi se utrdil kot deželni gospod na Kranjskem v Ljubljani in Kostanjevici dal kovati novce za takratni živahni promet s Hrvaško in Ogrsko. Bernardu sicer kranjski načrt ni uspel, je pa tlakoval pot svojemu sinu Ulriku. Ulrik je bil namreč že za očetovega življenja upravitelj spanhajmskih posesti na Kranjskem in je do očetove smrti večinoma bival v Ljubljani.

### Bernardova gospodarska politika
V Bernardovem času so po Koroškem in  tudi po Kranjskem rastli novi trgi in mesta. Poleg prestolnice Šentvida ob Glini so bili pomembna tudi koroška spanhemovska naselja Celovec in Velikovec. Vojvoda je vedel, da močna oblast sloni na močnem gospodarstvu, vendar v svoji gospodarski politiki v glavnem ni imel srečne roke. Leta 1205 je podprl vojvodsko kovnico Šentpavlu. Med drugim je načrtoval tudi graditev prekopa med Celovcem in Vrbskim jezerom. Toda vetrinjski opat se je projektu tako močno uprl, da ga je moral vojvoda opustiti. Bernard pa je dosegel, da se je Celovec razvijal na današnjem področju, tamkaj pa si je postavil tudi vojvodsko rezidenco. Uspešnejši je bil Bernard v Velikovcu, kjer je  novi most čez reko Dravo leta 1218 mestu odprl nove možnosti trgovinskega razvoja, vojvoda pa je razvoj pospeševal s tem, da je meščane oprostil plačevanja mostnine, nad mestom pa si je leta 1239 postavil tudi svoj grad.
V oko je vojvodi padel tudi Beljak, donosna mitninska postaja v rokah bamberškega škofa. Skozi Beljak so vodile trgovske poti iz Bavarske proti Furlaniji, zato je skušal Bernard te poti speljati skozi svojo lastno postojanko. Ko so Spanheimi pričeli postavljati konkurenčni trg Vernberg in zgradili most, skladišče ter mitnico, toda še pred dograditvijo naselja je prišlo do hudih sporov in celo do vojaškega spopada med bamberškim škofom in Bernardom, nazadnje pa je Bernard moral leta 1227 ob posredovanju papeža, oglejskega patriarha, salzburškega nadškofa in avstrijskega vojvode svoj načrt opustiti.
Bernard se je pri politični usmeritvi na Kranjsko posluževal tudi gospodarskih ukrepov. Tako je že okrog leta 1215 dal v Ljubljani in v Kostanjevici kovati novce. Leta 1249 je Bernard Koroški stiški samostan oprostil plačila carine v Ljubljani, leta 1249 pa je oprostil samostan v Kostanjevici plačila carin v vsem svojem nastajajočem "gospostvu". Leta 1252 Kostanjevici podelil tudi prave mestne pravice.

### Bernardov odnos do Cerkve
Bernard je na splošno za Cerkev napravil marsikaj koristnega. Toda njegove cerkvene politike ni mogoče ločevati od konkretnih političnih razmer, zaradi česar je povlekel tudi poteze, ki so bile Cerkvi nasprotne, predvsem pa so bile nasprotne določenim cerkvenim ustanovam. Njegov predhodnik Ulrik II. je močnemu koroškemu samostanu Št. Pavlu podaril posestva pri Ljubljani z vsem sodstvom vse do krvnega sodstva, in Bernard je ob svojem nastopu te privilegije potrdil. Toda kmalu je s samostanom prišel v spore, predvsem zaradi samostanskih posesti v bližini Beljaka, ki se jih je vojvoda hotel prilastiti, da bi lahko zgradil Beljaku konkurenčen trg- tako je vojvoda uspel prisiliti šentpavelskega opata Konrada, da mu je prepustil zemljišče. Podobno je Bernard ogrožal tudi interese Oglejskega partiarhata. 
Okoli  leta 1220 si je prisvojil patronat nad župnijsko cerkvijo sv. Petra v Ljubljani in s tem pravico predlagati župnike, zato ga je oglejski patriarh Bertold izobčil, spor pa se je zgladil leta 1227. Po smrti zadnjega Bamberberžana Friderika II. se je vojvoda spustil v boj za bambemberžansko dediščino, a ker je ogrozil interese Cerkve, si je leta 1252 zaradi tega priklical novo cerkveno izobčenje.
Bernardova cerkvena zgodba ima dve plati: po drugi strani je vojvoda namreč skoraj vse samostane v svoji deželi bogato obdaroval, zlasti Št. Pavel, Vetrinj, Stični in Rožac v Furlaniji. Predvsem je vojvodova politika pomembna za razvoj kranjske cerkve. Da bi okrepil svojo kranjsko politiko, je leta 1234 v Kostanjevici ustanovil znameniti kostanjeviški cistercijanski samostan Mariabrunn bei Landstraß,kamor se je preselil del vetrijskih menihov.  V tem samostanu je Bernard dal pokopati svojo umrlo soprogo Judito, pa tudi najmlajšega sina Bernarda.

### Kultura in viteštvo
Bernard je pripadal srednjeveški viteški in pesniški kulturi. Na svojem šentviškem gradu je gostil mnoge pesnike, med drugim nemškega pesnika Walterja von der Vogelweida,  koroškega pesnika Caheja Himmelberškega, pesnika z nazivom Der von Sounegge, ki je morda pripadal Žovneško-Savinjskim, pa tudi kranjskega pesnika Leopolda Ostrovrharja.
Bernard je bil naklonjen viteštvu. V iskanju politične opore, po drugi strani pa zaradi tedanje modne muhe je v začetku 13. stoletja v Ljubljano pripeljal Nemški viteški red (ustanovljen 1198). Obenem je Bernard svoj čas potoval na viteške turnirje, ko pa je postal vojvoda, jih je tudi sam prirejal. 

### Buge vas primi gralva Venus
V slovenski kulturni zgodovini se pogosto citira verz iz rimane kronike „Frauendienst“ Ulrika Liechtensteinskega, kjer navaja slovenski pozdrav vojvode Bernarda Spanheimskega. Leta 1227 je Bernard gostil velik viteški turnir, na katerem je kot ključni vitez zmagal Ulrik Liechtensteinski. Vitez in srednjeveški dvorski pesnik v tradiciji trubadurjev (nemško Minnesänger) je turnir opisal v svojem literarnem delu  in med drugim omenil, da so ga vojvoda Bernard in vsaj sto njegovih vitezov pri potovanju iz Benetk na Koroško pričakali pri Vratih v Ziljski dolini in ga pozdravili v slovenskem jeziku »Buge waz primi, gralwa Venus!« (Bog vas primi, kraljeva Venera - Bog Te/Vas primi je še danes tradicionalni pozdrav v slovenskem narečju Celovškega polja).
Ulrik opisuje celotni dogodek takole (v zastareli nemščini, ki dandanes praktično ni več razumljiva): "Der fürste und die gesellen sin / mich hiezen willekommen sin. / ir gruoz was gegen mich alsus: / "buge waz primi, gralva Venus!" (Vojvoda in njegovo spremstvo so mi izrazili dobrodošlico. Njihov pozdrav, ki mi je veljal, se je glasil takole: Bog Vas primi, kraljeva Venera) Slovenščina je tu bila še v funkciji dvorskega in državnega jezika.
Čeprav so se procesi germanizacije zaradi agrarne kolonizacije nadaljevali, je v času Spanheimov koroški vojvoda pred javnostjo še veljal za kneza slovenske dežele, obenem je razumel govorico Slovencev  in pri obredu ustoličevanja prisegal v obrednem jeziku - to je takrat nedvomno v slovenščini.  Tudi zaradi jezikovne razlike, zlasti pa zaradi dokončne teritorializacije prava in opuščanja zgodnjesrednjeveških plemenskih pravnih običajev, kasnejši vojvode obreda ustoličevanja niso več razumeli, a za vlade Spanheimov je bil slovenski jezik še v navadi v vseh socialnih slojih, tudi pri plemstvu.

## Rodovno drevo
|  |                           |  |  |  |  |  |  |  |  |  |  |  |  |  |  |  |
|  | Engelbert I. Spanheimski  |  |  |  |  |  |  |  |  |  |  |  |  |  |  |  |
|  |                           |  |  |  |  |  |  |  |  |  |  |  |  |  |  |  |
|  |                           |  |  |  |  |  |  |  |  |  |  |  |  |  |  |  |
|  | Engelbert II. Spanheimski |  |  |  |  |  |  |  |  |  |  |  |  |  |  |  |
|  |                           |  |  |  |  |  |  |  |  |  |  |  |  |  |  |  |
|  |                           |  |  |  |  |  |  |  |  |  |  |  |  |  |  |  |
|  | Hedvika Spanheimska       |  |  |  |  |  |  |  |  |  |  |  |  |  |  |  |
|  |                           |  |  |  |  |  |  |  |  |  |  |  |  |  |  |  |
|  |                           |  |  |  |  |  |  |  |  |  |  |  |  |  |  |  |
|  | Ulrik I. Spanheimski      |  |  |  |  |  |  |  |  |  |  |  |  |  |  |  |
|  |                           |  |  |  |  |  |  |  |  |  |  |  |  |  |  |  |
|  |                           |  |  |  |  |  |  |  |  |  |  |  |  |  |  |  |
|  | Uta Kraiburška            |  |  |  |  |  |  |  |  |  |  |  |  |  |  |  |
|  |                           |  |  |  |  |  |  |  |  |  |  |  |  |  |  |  |
|  |                           |  |  |  |  |  |  |  |  |  |  |  |  |  |  |  |
|  | Herman Spanheimski        |  |  |  |  |  |  |  |  |  |  |  |  |  |  |  |
|  |                           |  |  |  |  |  |  |  |  |  |  |  |  |  |  |  |
|  |                           |  |  |  |  |  |  |  |  |  |  |  |  |  |  |  |
|  | Judita iz Badna           |  |  |  |  |  |  |  |  |  |  |  |  |  |  |  |
|  |                           |  |  |  |  |  |  |  |  |  |  |  |  |  |  |  |
|  |                           |  |  |  |  |  |  |  |  |  |  |  |  |  |  |  |
|  | Bernard Spanheimski       |  |  |  |  |  |  |  |  |  |  |  |  |  |  |  |
|  |                           |  |  |  |  |  |  |  |  |  |  |  |  |  |  |  |
|  |                           |  |  |  |  |  |  |  |  |  |  |  |  |  |  |  |
|  | Leopold III. Babenberški  |  |  |  |  |  |  |  |  |  |  |  |  |  |  |  |
|  |                           |  |  |  |  |  |  |  |  |  |  |  |  |  |  |  |
|  |                           |  |  |  |  |  |  |  |  |  |  |  |  |  |  |  |
|  | Herman II. Babenberški    |  |  |  |  |  |  |  |  |  |  |  |  |  |  |  |
|  |                           |  |  |  |  |  |  |  |  |  |  |  |  |  |  |  |
|  |                           |  |  |  |  |  |  |  |  |  |  |  |  |  |  |  |
|  | Henrik IV. Nemški         |  |  |  |  |  |  |  |  |  |  |  |  |  |  |  |
|  |                           |  |  |  |  |  |  |  |  |  |  |  |  |  |  |  |
|  |                           |  |  |  |  |  |  |  |  |  |  |  |  |  |  |  |
|  | Agneza Waiblingen         |  |  |  |  |  |  |  |  |  |  |  |  |  |  |  |
|  |                           |  |  |  |  |  |  |  |  |  |  |  |  |  |  |  |
|  |                           |  |  |  |  |  |  |  |  |  |  |  |  |  |  |  |
|  | Agneza Babenberška        |  |  |  |  |  |  |  |  |  |  |  |  |  |  |  |
|  |                           |  |  |  |  |  |  |  |  |  |  |  |  |  |  |  |
|  |                           |  |  |  |  |  |  |  |  |  |  |  |  |  |  |  |
|  | Andronikos Komnen         |  |  |  |  |  |  |  |  |  |  |  |  |  |  |  |
|  |                           |  |  |  |  |  |  |  |  |  |  |  |  |  |  |  |
|  |                           |  |  |  |  |  |  |  |  |  |  |  |  |  |  |  |
|  | Theodora Komnen           |  |  |  |  |  |  |  |  |  |  |  |  |  |  |  |
|  |                           |  |  |  |  |  |  |  |  |  |  |  |  |  |  |  |
|  |                           |  |  |  |  |  |  |  |  |  |  |  |  |  |  |  |